# فرافنگانا (بخش)
فرافنگانا (به لاتین: Farafangana) یک بخش‌های ماداگاسکار در ماداگاسکار است که در آتسیمو-آتسینانانا واقع شده‌است.